# Volley Tricolore Reggio Emilia 2015-2016
Questa voce raccoglie le informazioni riguardanti il Volley Tricolore Reggio Emilia nelle competizioni ufficiali della stagione 2015-2016.

## Stagione
La stagione 2015-16 è per il Volley Tricolore Reggio Emilia, sponsorizzato dalla Conad, la terza, la seconda consecutiva, in Serie A1; confermato l'allenatore, Luca Cantagalli, non avviene lo stesso per la rosa, in quanto rimangono rispetto alla stagione precedente solamente Alessandro Tondo, Yvan Kody, Davide Benaglia e Davide Morgese. Vengono acquistati giocatori come Leano Cetrullo, Giulio Silva, Thomas Douglas, Manuele Marchiani e Ludovico Dolfo, mentre tra quelli ceduti risultano Luca Catellani, Giuseppe Della Corte, Massimiliano Di Franco, Emiliano Giglioli, Michel Guemart e Nicola Tiozzo.
Il campionato si apre con la sconfitta casalinga contro la Tuscania Volley, mentre la prima vittoria arriva nella giornata successiva contro la Materdomini Volley, in trasferta: nelle sette giornate successive, la squadra emiliana conquista un solo successo, ai danni del Club Italia. Dopo la vittoria sull'Argos Volley e la sconfitta contro il Junior Volley Civita Castellana, il Volley Tricolore Reggio Emilia chiude il girone di andata con due successi e il decimo posto in classifica, non utile per qualificarsi alla Coppa Italia di categoria. Anche il girone di ritorno inizia con uno stop: successivamente però il club di Reggio Emilia inanella una serie di otto vittorie consecutive: dopo tre sconfitte, chiude la regular season con il successo sulla Pallavolo Impavida Ortona, classificandosi al quinto posto. Nei quarti di finale dei play-off promozione supera in due gare il Junior Volley Civita Castellana, mentre nelle semifinali ha la peggio con la Callipo Sport, perdendo le tre gare disputate, uscendo dalla competizione.

## Organigramma societario
Area direttiva
- Presidente: Giulio Bertaccini
- Vicepresidente: Azzio Santini
- Segreteria generale: Patrizia Battini, Barbara Bertolini, Annalisa Davoli

Area organizzativa
- Team manager: Mauro Gallingani
- Tesoriere: Giancarlo Bertozzi

Area tecnica
- Allenatore: Luca Cantagalli
- Allenatore in seconda: Paolo Zambolin
- Scout man: Alessandro Mori
- Responsabile settore giovanile: Massimo Davoli

Area comunicazione
- Addetto stampa: Daniele Petrone

Area marketing
- Responsabile marketing: Loris Migliari

Area sanitaria
- Medico: Alan Gallingani (dal 14 ottobre 2016), Massimo Pantaleoni
- Preparatore atletico: Bruno Barigazzi
- Fisioterapista: Ilaria Zingariello

## Rosa
| N° | Nome                  | Ruolo | Data di nascita   | Nazionalità sportiva |
| -- | --------------------- | ----- | ----------------- | -------------------- |
| 1  | Leano Cetrullo        | S/O   | 8 settembre 1986  | Italia               |
| 3  | Antonio Cargioli      | C     | 5 novembre 1994   | Italia               |
| 5  | Simone Bonante        | P     | 5 aprile 1992     | Italia               |
| 6  | Ludovico Dolfo        | S     | 30 giugno 1989    | Italia               |
| 7  | Alessandro Tondo      | S/O   | 18 agosto 1991    | Italia               |
| 9  | Alessandro Bevilacqua | S     | 29 dicembre 1994  | Italia               |
| 10 | Yvan Kody             | S/O   | 25 agosto 1991    | Camerun              |
| 11 | Davide Benaglia       | C     | 13 settembre 1989 | Italia               |
| 12 | Giulio Silva          | S     | 30 ottobre 1986   | Italia               |
| 14 | Riccardo Scaltriti    | L     | 14 settembre 1994 | Italia               |
| 15 | Manuele Marchiani     | P     | 5 aprile 1989     | Italia               |
| 16 | Davide Morgese        | L     | 16 giugno 1996    | Italia               |
| 18 | Thomas Douglas        | S     | 16 settembre 1992 | Australia            |

## Mercato
| Acquisti | Acquisti              | Acquisti          | Acquisti   |
| R.       | Nome                  | da                | Modalità   |
| -------- | --------------------- | ----------------- | ---------- |
| S        | Alessandro Bevilacqua | Materdomini       | definitivo |
| P        | Simone Bonante        | Näfels            | definitivo |
| C        | Antonio Cargioli      | Universal Carpi   | definitivo |
| S/O      | Leano Cetrullo        | Motta             | definitivo |
| S        | Ludovico Dolfo        | Città di Castello | definitivo |
| S        | Thomas Douglas        | Winnipeg          | definitivo |
| P        | Manuele Marchiani     | Callipo           | definitivo |
| L        | Riccardo Scaltriti    | Modena            | definitivo |
| S        | Giulio Silva          | Tuscania          | definitivo |

| Cessioni | Cessioni               | Cessioni             | Cessioni   |
| R.       | Nome                   | a                    | Modalità   |
| -------- | ---------------------- | -------------------- | ---------- |
| S        | Piero Allesch          | ?                    | definitivo |
| S        | Matteo Bertoli         | Mondovì              | definitivo |
| P        | Luca Bucaioni          | -                    | ritirato   |
| L        | Luca Catellani         | Modena Est           | definitivo |
| S/O      | Giuseppe Della Corte   | Alba                 | definitivo |
| C        | Massimiliano Di Franco | Olimpia Sant'Antioco | definitivo |
| C        | Emiliano Giglioli      | Argos                | definitivo |
| P        | Michel Guemart         | ?                    | definitivo |
| S        | Nicola Tiozzo          | Libertas Brianza     | definitivo |

## Risultati

### Serie A2

#### Girone di andata
| 1ª giornata - 25 ottobre 2015 PalaBigi, Reggio nell'Emilia           | Tricolore         | 0 - 3 | Tuscania          | 17-25, 24-26, 23-25               |
| 2ª giornata - 1º novembre 2015 PalaGrotte, Castellana Grotte         | Materdomini       | 1 - 3 | Tricolore         | 27-29, 25-19, 23-25, 23-25        |
| 3ª giornata - 8 novembre 2015 PalaBigi, Reggio nell'Emilia           | Tricolore         | 2 - 3 | Atlantide Brescia | 25-22, 17-25, 25-21, 23-25, 12-15 |
| 4ª giornata - 14 novembre 2015 PalaManera, Mondovì                   | Mondovì           | 3 - 1 | Tricolore         | 24-26, 25-21, 25-15, 25-18        |
| 5ª giornata - 23 novembre 2015 Palazzetto dello Sport, Roma          | Club Italia       | 2 - 3 | Tricolore         | 24-26, 25-12, 21-25, 26-24, 12-15 |
| 6ª giornata - 29 novembre 2015 PalaBigi, Reggio nell'Emilia          | Tricolore         | 2 - 3 | Emma Villas       | 25-22, 21-25, 26-24, 22-25, 10-15 |
| 7ª giornata - 5 dicembre 2015 PalaPrincipi, Potenza Picena           | Potentino         | 3 - 1 | Tricolore         | 25-22, 23-25, 25-20, 26-24        |
| 8ª giornata - 8 dicembre 2015 PalaBigi, Reggio nell'Emilia           | Tricolore         | 0 - 3 | Libertas Brianza  | 22-25, 24-26, 19-25               |
| 9ª giornata - 13 dicembre 2015 PalaValentia, Vibo Valentia           | Callipo           | 3 - 0 | Tricolore         | 25-15, 25-23, 25-18               |
| 10ª giornata - 22 dicembre 2015 PalaBigi, Reggio nell'Emilia         | Tricolore         | 3 - 1 | Argos             | 29-27, 17-25, 26-24, 25-23        |
| 11ª giornata - 19 dicembre 2015 Palazzetto dello Sport, Monterotondo | Civita Castellana | 3 - 0 | Tricolore         | 25-19, 25-23, 25-16               |
| 12ª giornata - 28 dicembre 2015 PalaBigi, Reggio nell'Emilia         | Tricolore         | 3 - 2 | Alessano          | 22-25, 25-16, 22-25, 25-11, 15-6  |
| 13ª giornata - 3 gennaio 2016 Palasport Comunale, Ortona             | Impavida Ortona   | 0 - 3 | Tricolore         | 17-25, 20-25, 28-30               |

#### Girone di ritorno
| 14ª giornata - 6 gennaio 2016 Palazzetto dello Sport, Montefiascone | Tuscania          | 3 - 0 | Tricolore         | 25-22, 25-21, 25-21               |
| 15ª giornata - 10 gennaio 2016 PalaBigi, Reggio nell'Emilia         | Tricolore         | 3 - 1 | Materdomini       | 25-18, 25-21, 17-25, 25-23        |
| 16ª giornata - 17 gennaio 2016 PalaSanFilippo, Brescia              | Atlantide Brescia | 1 - 3 | Tricolore         | 25-20, 21-25, 15-25, 21-25        |
| 17ª giornata - 23 gennaio 2016 PalaBigi, Reggio nell'Emilia         | Tricolore         | 3 - 0 | Mondovì           | 25-23, 25-22, 25-22               |
| 18ª giornata - 31 gennaio 2016 PalaBigi, Reggio nell'Emilia         | Tricolore         | 3 - 1 | Club Italia       | 25-23, 26-24, 21-25, 25-21        |
| 19ª giornata - 14 febbraio 2016 PalaEstra, Siena                    | Emma Villas       | 1 - 3 | Tricolore         | 22-25, 25-27, 29-27, 24-26        |
| 20ª giornata - 21 febbraio 2016 PalaBigi, Reggio nell'Emilia        | Tricolore         | 3 - 0 | Potentino         | 26-24, 25-16, 27-25               |
| 21ª giornata - 28 febbraio 2016 PalaParini, Cantù                   | Libertas Brianza  | 1 - 3 | Tricolore         | 23-25, 21-25, 25-21, 12-25        |
| 22ª giornata - 5 marzo 2016 PalaBigi, Reggio nell'Emilia            | Tricolore         | 3 - 0 | Callipo           | 25-19, 27-25, 28-26               |
| 23ª giornata - 9 marzo 2016 PalaPolsinelli, Sora                    | Argos             | 3 - 0 | Tricolore         | 25-18, 25-18, 25-16               |
| 24ª giornata - 13 aprile 2016 PalaBigi, Reggio nell'Emilia          | Tricolore         | 2 - 3 | Civita Castellana | 25-21, 20-25, 33-31, 18-25, 11-15 |
| 25ª giornata - 20 marzo 2016 Palazzetto dello Sport, Tricase        | Alessano          | 3 - 2 | Tricolore         | 25-22, 22-25, 25-16, 21-25, 19-17 |
| 26ª giornata - 27 marzo 2016 PalaBigi, Reggio nell'Emilia           | Tricolore         | 3 - 0 | Impavida Ortona   | 25-21, 25-22, 26-24               |

#### Play-off promozione
| Quarti di finale (gara 1) - 3 aprile 2016 Palazzetto dello Sport, Monterotondo | Civita Castellana | 0 - 3 | Tricolore         | 21-25, 18-25, 28-30               |
| Quarti di finale (gara 2) - 6 aprile 2016 PalaBigi, Reggio nell'Emilia         | Tricolore         | 3 - 1 | Civita Castellana | 25-21, 25-16, 23-25, 25-20        |
| Semifinali (gara 1) - 13 aprile 2016 PalaValentia, Vibo Valentia               | Callipo           | 3 - 0 | Tricolore         | 25-19, 25-21, 31-29               |
| Semifinali (gara 2) - 17 aprile 2016 PalaBigi, Reggio nell'Emilia              | Tricolore         | 2 - 3 | Callipo           | 27-25, 30-28, 22-25, 23-25, 13-15 |
| Semifinali (gara 3) - 20 aprile 2016 PalaValentia, Vibo Valentia               | Callipo           | 3 - 2 | Tricolore         | 19-25, 25-16, 20-25, 25-23, 15-10 |

## Statistiche

### Statistiche di squadra
| Competizione | Punti | In casa | In casa | In casa | In trasferta | In trasferta | In trasferta | Totale | Totale | Totale |
| Competizione | Punti | G       | V       | P       | G            | V            | P            | G      | V      | P      |
| ------------ | ----- | ------- | ------- | ------- | ------------ | ------------ | ------------ | ------ | ------ | ------ |
| Serie A2     | 44    | 15      | 9       | 6       | 16           | 7            | 9            | 31     | 16     | 15     |
| Totale       | -     | 15      | 9       | 6       | 16           | 7            | 9            | 31     | 16     | 15     |

G = partite giocate; V = partite vinte; P = partite perse

### Statistiche dei giocatori
| Giocatore     | Serie A2 | Serie A2 | Serie A2 | Serie A2 | Serie A2 | Totale | Totale | Totale | Totale | Totale |
| Giocatore     | P        | PT       | AV       | MV       | BV       | P      | PT     | AV     | MV     | BV     |
| ------------- | -------- | -------- | -------- | -------- | -------- | ------ | ------ | ------ | ------ | ------ |
| D. Benaglia   | 28       | 197      | 140      | 42       | 15       | 28     | 197    | 140    | 42     | 15     |
| A. Bevilacqua | 16       | 35       | 26       | 8        | 1        | 16     | 35     | 26     | 8      | 1      |
| S. Bonante    | 16       | 3        | 3        | 0        | 0        | 16     | 3      | 3      | 0      | 0      |
| A. Cargioli   | 9        | 20       | 14       | 5        | 1        | 9      | 20     | 14     | 5      | 1      |
| L. Cetrullo   | 30       | 419      | 370      | 22       | 27       | 30     | 419    | 370    | 22     | 27     |
| L. Dolfo      | 27       | 287      | 254      | 23       | 10       | 27     | 287    | 254    | 23     | 10     |
| T. Douglas    | 28       | 176      | 139      | 18       | 19       | 28     | 176    | 139    | 18     | 19     |
| Y. Kody       | 26       | 278      | 253      | 17       | 8        | 26     | 278    | 253    | 17     | 8      |
| M. Marchiani  | 30       | 49       | 17       | 21       | 11       | 30     | 49     | 17     | 21     | 11     |
| D. Morgese    | 29       | -        | -        | -        | -        | 23     | -      | -      | -      | -      |
| R. Scaltriti  | 23       | 1        | 1        | -        | -        | 23     | 1      | 1      | -      | -      |
| G. Silva      | 31       | 151      | 120      | 20       | 11       | 31     | 151    | 120    | 20     | 11     |
| A. Tondo      | 31       | 330      | 193      | 90       | 47       | 31     | 330    | 193    | 90     | 47     |

P = presenze; PT = punti totali; AV = attacchi vincenti; MV = muri vincenti; BV = battute vincenti